# Flower of Life
Flower of Life é o álbum de estreia da cantora e compositora Emyli. Foi lançado no dia 25 de Setembro de 2003 , embora o single "Rain" já tivesse sido lançado no dia 25 de junho de 2003.  Emyli teve como influências para esse álbum, cantores como: Michael Jackson, Mariah Carey, Stevie Wonder, Whitney Houston, etc. Além de ter participado de todos os detalhes referentes ao CD, como as gravações, os toques dos instrumentos e a dança.  O CD esteve na posição #73 durante as três primeiras semanas de lançamento, além de 95% de aceitação da Oricon, a maior parada musical do Japão. 

## Composição e produção
Emyli iniciou testes na Sony BMG Japan, para a gravação de um single, escrito por ela mesma. Na época, com apenas 14 anos, Emyli assinou com o estúdio e lançou seu primeiro single, intitulado "Rain". O single debutou entre os preferidos dos adolescentes japoneses no mês de Agosto, chamando atenção por sua letra. Emyli informou que deu tudo de si para o single: "Com "Rain", eu também trabalhei com os coreógrafos para mudar certos movimentos da dança e adicionar mais do meu sabor em si. Eu queria que cada parte da música refleti-se no meu trabalho, eu acredito que um artista não é um artista a menos que você dê 100% de sua criatividade, então eu dei tudo que eu tinha".  O segundo single do album foi lançado em 10 de setembro do mesmo ano, o "Someday".
O CD foi lançado em 25 de Setembro de 2003 e foi trabalhado durante as férias de verão da cantora, pois na época, ela ainda estudava.  Foram dois meses trabalhando no álbum, além de divulgações em eventos como o "LIVE FM NORTE WAVE10". Durante o seu primeiro show, ela reuniu cerca de 2.000 fãs na cidade de "Sapporo", a quinta maior cidade do Japão. 

## Singles

### Rain
O primeiro single do álbum, "Rain", foi lançado em 25 de junho de 2003. Ele alcançou #82 nos singles mais vendidos daquele ano pela Oricon. Foi escrita pela própria Emyli e apresentada diretamente a Sony BMG do Japão. Conseguiu um desempenho muito fraco nas paradas musicais do Japão, mais ainda assim, conseguiu ficar quatro vezes na posição #82.

### Someday
O segundo single no Japão foi "Someday", que foi lançado em 10 de setembro de 2003. A canção conseguiu fracassar nas paradas, até mais que o primeiro single, conseguindo a parada #165, somente na primeira semana pela Oricon. Mesmo com a baixa popularidade, ganhou um clipe.

## Faixas
| N.º | Título                    | Compositor(es) | Duração |  |
| 1.  | "You&I"                   | Emyli          | 4:26    |  |
| 2.  | "Blue Bird"               | Emyli          | 3:20    |  |
| 3.  | "Someday"                 | Emyli          | 3:17    |  |
| 4.  | "I Don’t Wanna Lose U"    | Emyli          | 3:53    |  |
| 5.  | "恋の季節"                | Emyli          | 3:26    |  |
| 6.  | "Luv Me Right"            | Emyli          | 3:43    |  |
| 7.  | "Rain"                    | Emyli          | 4:57    |  |
| 8.  | "Whenever U Call My Name" | Emyli          | 3:18    |  |
| 9.  | "永遠なんて"              | Emyli          | 3:05    |  |
| 10. | "If Could"                | Emyli          | 3:30    |  |
| 11. | "I’m So Glad,I’m So Sad"  | Emyli          | 3:42    |  |
| 12. | "指輪"                    | Emyli          | 3:11    |  |

| Edição norte americana - Faixa bônus |                          |         |  |
| N.º                                  | Título                   | Duração |  |
| 13.                                  | "Rain (English Version)" | 4:57    |  |